# Turiz
Turiz é uma povoação portuguesa sede da Freguesia de Turiz do Município de Vila Verde, freguesia com 3,00 km² de área e 1866 habitantes (censo de 2021), tendo, por isso, uma densidade populacional de 622 hab./km².

## Demografia
A população registada nos censos foi:
| Distribuição da População por Grupos Etários | Distribuição da População por Grupos Etários | Distribuição da População por Grupos Etários | Distribuição da População por Grupos Etários | Distribuição da População por Grupos Etários |
| -------------------------------------------- | -------------------------------------------- | -------------------------------------------- | -------------------------------------------- | -------------------------------------------- |
| Ano                                          | 0-14 Anos                                    | 15-24 Anos                                   | 25-64 Anos                                   | > 65 Anos                                    |
| 2001                                         | 297                                          | 267                                          | 666                                          | 155                                          |
| 2011                                         | 348                                          | 211                                          | 992                                          | 195                                          |
| 2021                                         | 287                                          | 243                                          | 1039                                         | 297                                          |

## História
Pertenceu ao extinto concelho de Larim. Em 1840 pertencia ao concelho de Vila Chã e Larim. Quando este foi extinto pelo decreto de 24 de Outubro de 1855, passou para o concelho de Vila Verde.

## Personalidades

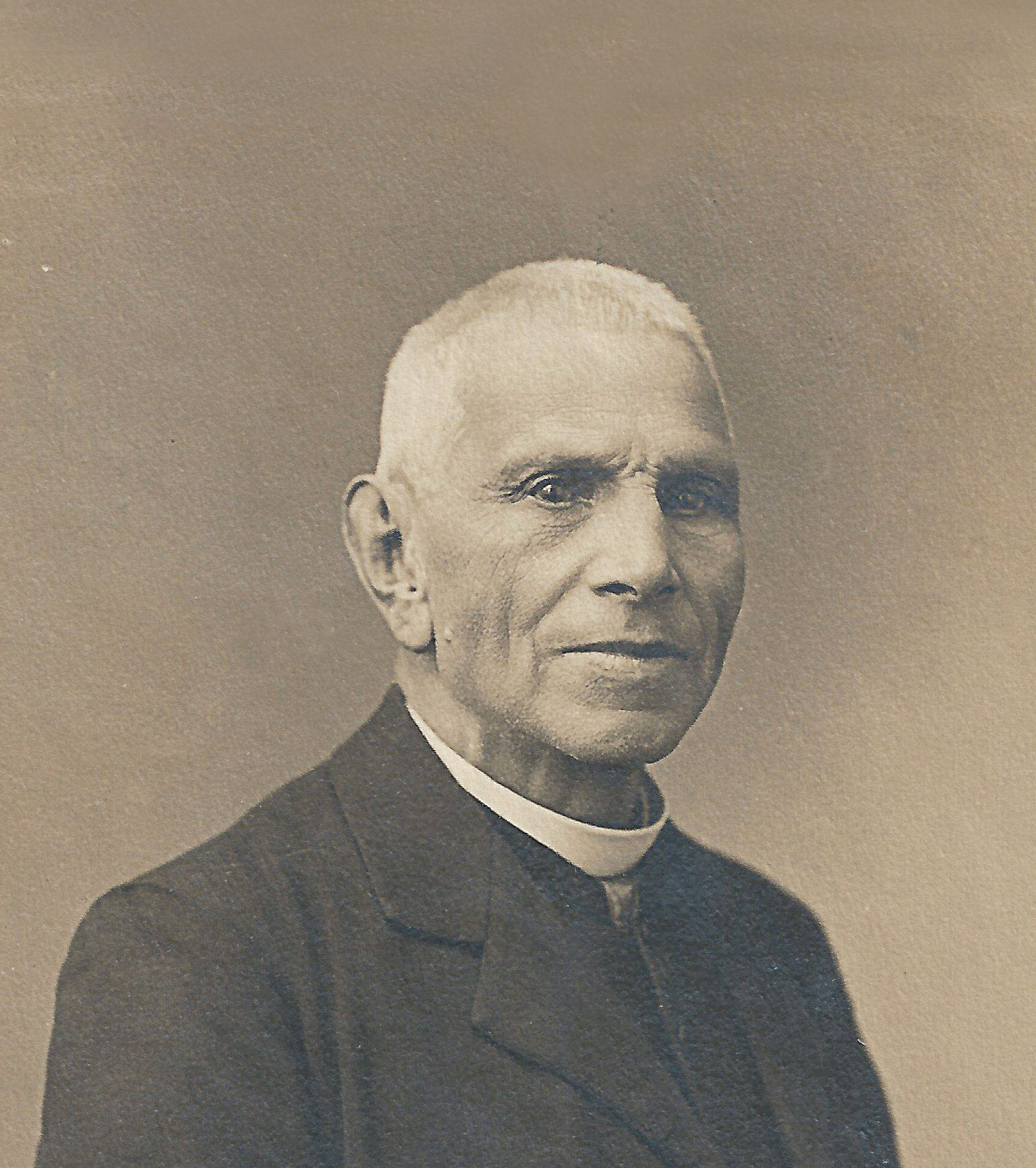
Manuel Joaquim Machado Rebelo, abade de Priscos

Manuel Joaquim Machado Rebelo, mais conhecido por Abade de Priscos, (29 de Março de 1834 (Turiz) - 24 de Setembro de 1930 (Vila Verde)), Abade católico e Gastrónomo português que se destacou pelas suas famosas receitas de culinária, especialmente a do Pudim abade de Priscos. Foi, segundo vários cozinheiros, um dos maiores cozinheiros portugueses do século XIX.

## Lugares
Além da sede a Freguesia compreende ainda as seguintes localidades: Aldeia, Araújo, Arca, Areosa, Barral, Carvalhais, Cimo de Vila, Cruzeiro, Fonte Covas, Gândara, Lameira, Penedos Altos, Pombal, Ramada, Regueiras, Ribeiro, São Simão, Souto, Telheirinhas e Torre.